# 拉德庫夫
拉德庫夫是波蘭的城鎮，位於該國西南部，毗鄰與捷克接壤的邊境，距離首都弗罗茨瓦夫83公里，由下西里西亞省負責管轄，面積15.03平方公里，2006年人口2,460。

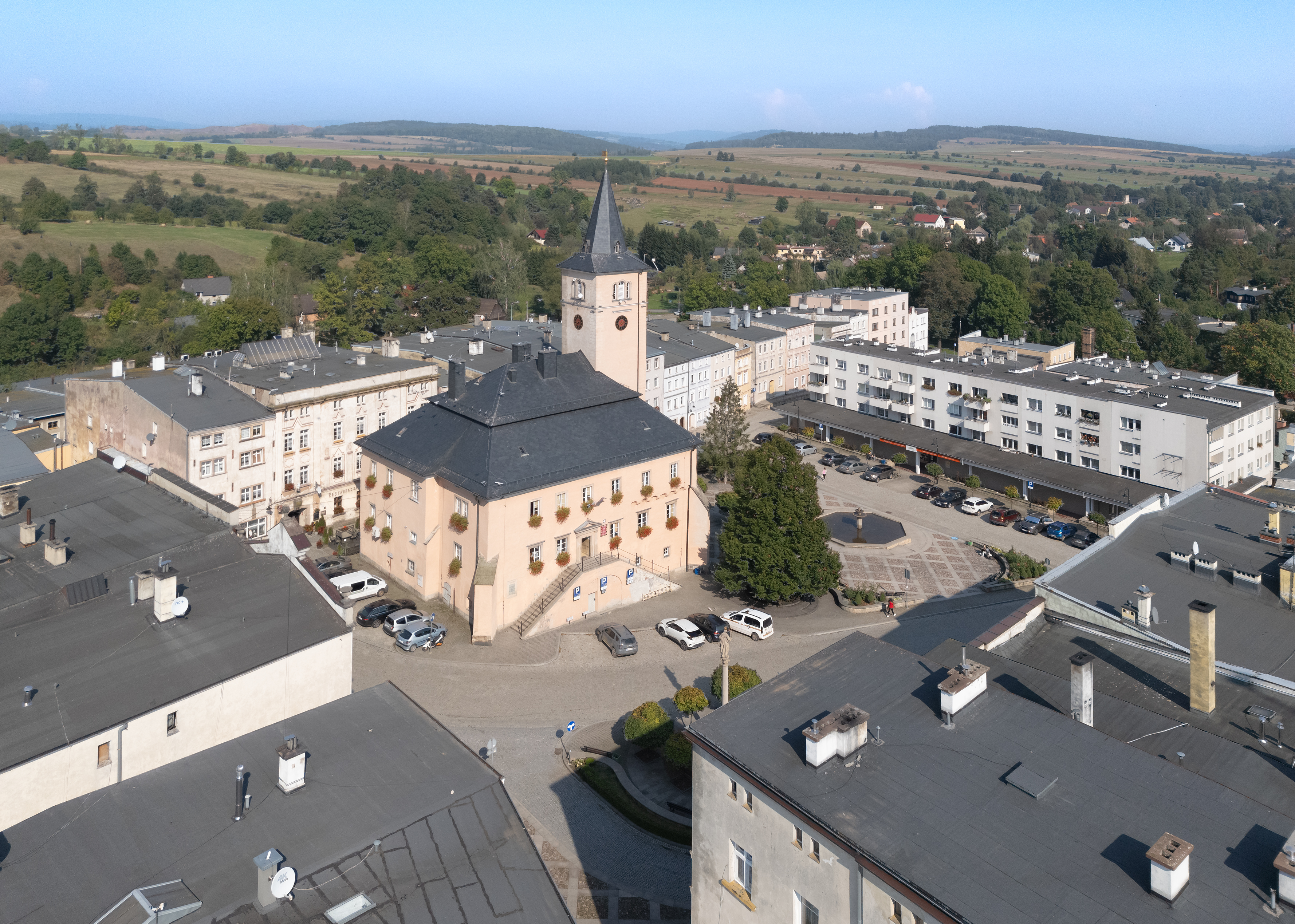

50°30′14″N 16°24′12″E / 50.50389°N 16.40333°E